# Arabis recta
Arabis recta là một loài thực vật có hoa trong họ Cải. Loài này được Vill. mô tả khoa học đầu tiên năm 1788.